# Google Takeout
Google Takeout, також відомий як Download Your Data — це проєкт Google Data Liberation Front, який дозволяє користувачам продуктів Google, таких як YouTube і Gmail, експортувати свої дані в архівний файл для завантаження.

## Використання
Користувачі можуть обирати різні послуги з переліку запропонованих варіантів. Станом на 24 березня 2016 року послуги, які можна експортувати, є наступними:
- Google+ +1s, кола, сторінки, потоки та публікації
- Закладки Chrome Sync
- Зустрічі в Google Calendar
- Контакти Google
- Файли в Google Drive
- Google Fit
- Google Фото
- Google Новини
- Google Play
- Google Play Console
- Google Play Movies
- Google Play Music
- Google Play Ігри
- Метадані та примітки Google Play Books
- Групи Google
- Google Hangouts
- Google Hangouts On Air
- Google Keep
- Google Stadia
- Google Tasks[en]
- Історія місцезнаходжень Google
- Дані в Gmail
- Мої карти, збережені місця та відгуки в Google Maps
- Google Profile
- Служба конфігурації пристрою Android
- Додаток Google Home
- Інструменти введення
- Classic Sites
- Історія платежів Google Voice[en], привітання та записи голосової пошти
- Google Wallet
- Відео, підписки, чати, власні коментарі, плейлісти, історія, повідомлення з прямих трансляцій на YouTube
- Google Pay
- Пошуковий внесок
- Дані, надані для дослідження
- Списки покупок
- Street View

Користувач може експортувати всі доступні послуги або вибрати послуги з наведеного вище списку. Після цього Takeout обробить запит і помістить всі файли в zip-архів. За бажанням, Takeout надсилає повідомлення на електронну пошту про те, що експорт завершено, після чого користувач може завантажити архів з розділу завантажень на вебсайті. ZIP-архів містить окрему папку для кожної послуги, яку було обрано для експорту.

## Історія
Google Takeout був створений Google Data Liberation Front 28 червня 2011 року, щоб дозволити користувачам експортувати свої дані з більшості служб Google. З моменту свого створення Google додав ще кілька сервісів у Takeout через великий попит користувачів.
Takeout почався з експорту лише Google Buzz, Контакти Google, Google Account, Google Streams і Picasa Albums. Наступного місяця, 15 липня 2011 року, Google додав експорт Google +1 до списку після того, як його часто запитували користувачі Takeout. Пізніше, 6 вересня 2011 року, Google додала Google Voice до своєї служби експорту. Важливою віхою стало додавання експорту відео YouTube до Takeout наступного року 26 вересня 2012 року. Google зробила ще один великий крок, додавши дописи в Blogger і сторінки Google+ 17 лютого 2013 року. 5 грудня 2013 року Google Takeout було розширено, щоб включити дані Gmail і Календаря Google.

## Критика
Раніше критика була з приводу того, що Google Takeout не дозволяє користувачам експортувати з деяких основних сервісів Google, зокрема історію пошуку Google і дані Google Wallet. Відтоді Google розширив сервіс, включивши в нього історію пошуку та деталі Wallet (вересень 2016 року). Google також додав Google Hangouts до служби Takeout. Google також не видаляє дані користувача автоматично після експорту, вони надають окрему послугу для видалення. Google Takeout також зазнав критики за те, що він зберігає доступні дані надто короткий час для багатьох користувачів із великими файлами, щоб легко завантажити все до закінчення терміну дії пакета, по суті, «захоплюючи» користувачів великим обсягом даних і низькою пропускною здатністю в службах Google.[джерело?]